# ビヨンド・スタンダード
『ビヨンド・スタンダード』（Beyond Standard）は、ジャズ・ピアニスト上原ひろみが2008年に発表した5作目のスタジオ・アルバム。『タイム・コントロール』（2007年）に引き続き、デヴィッド・フュージンスキーらを迎えたHiromi's Sonicbloomというプロジェクト名義の作品となった。原盤権を持つレーベルはテラークだが、日本のユニバーサルミュージックから先行発売され、DVD付の初回生産限定盤もリリースされた。

## 背景
キャリア初のスタンダード・ナンバー集で、「朝日の如くさわやかに」と「キャラヴァン」のカヴァー、それに自作曲「XYZ」のセルフ・カヴァー「XYG」は、前スタジオ・アルバム『タイム・コントロール』録音の時点で構想されていた。「アイ・ガット・リズム」は、上原が初めてオスカー・ピーターソンと会った時に弾いた曲で、2007年に死去したピーターソンへのトリビュートとして録音された。
「レッド・ブーツ」はジェフ・ベックのアルバム『ワイアード』（1976年）収録曲のカヴァー。なお、上原が持っていた『ワイアード』のCDには傷による音飛びがあり、それがアレンジに反映された。
日本盤ボーナス・トラック「リターン・オブ・カンフー・ワールド・チャンピオン」は、2007年12月の国際フォーラム公演におけるライヴ録音。また、初回生産限定盤に付属したDVDには、2007年2月の原宿クエストホール公演の演奏が収録された。

## 反響・評価
日本では2008年6月9日付のオリコンチャートで10位を記録し、第50回日本レコード大賞では優秀アルバム賞を受賞した。アメリカでは『ビルボード』のコンテンポラリー・ジャズ・チャートで16位を記録。
Hal Horowitzはオールミュージックにおいて5点満点中4点を付け「ひろみの鍵盤奏者としての著明な才能を示している、気品があり印象的なセットで、なおかつ原曲の構成の脈絡を失うことなく、ソロ・プレイをバンドのフォーマットに組み込む優れた才能も示している」と評している。

## 収録曲
1. イントロ〜朝日の如くさわやかに - Intro: Softly as in a Morning Sunrise - 0:28
2. 朝日の如くさわやかに - Softly as in a Morning Sunrise - 7:27
  - 作曲：シグマンド・ロンバーグ
3. 月の光 - Clair de Lune - 7:23
  - 作曲：クロード・ドビュッシー
4. キャラヴァン - Caravan - 8:47
  - 作曲：デューク・エリントン、ファン・ティゾール
5. 上を向いて歩こう - Ue Wo Muite Aruko - 8:41
  - 作曲：中村八大
6. マイ・フェイヴァリット・シングス - My Favorite Things - 7:46
  - 作曲：リチャード・ロジャース
7. レッド・ブーツ - Led Boots - 6:31
  - 作曲：マックス・ミドルトン（英語版）
8. XYG - XYG - 6:29
  - 作曲：上原ひろみ
9. アイ・ガット・リズム - I've Got Rhythm - 5:51
  - 作曲：ジョージ・ガーシュウィン

### 日本盤ボーナス・トラック
1. リターン・オブ・カンフー・ワールド・チャンピオン - Return of Kung-Fu World Champion - 10:18
  - 作曲：上原ひろみ

### 初回生産限定盤DVD
1. ディープ・イントゥ・ザ・ナイト - Deep into the Night
2. タイム・ディファレンス - Time Difference

## 参加ミュージシャン
- 上原ひろみ - ピアノ、キーボード、シンセサイザー
- デヴィッド・フュージンスキー（英語版） - ギター
- トニー・グレイ - エレクトリックベース
- マーティン・ヴァリホラ - ドラムス